# Hygrochelifer
Genre
Hygrochelifer est un genre de pseudoscorpions de la famille des Cheliferidae.

## Distribution
Les espèces de ce genre sont endémiques du Tamil Nadu en Inde.

## Liste des espèces
Selon Pseudoscorpions of the World (version 3.0) :
- Hygrochelifer hoffi Murthy & Ananthakrishnan, 1977
- Hygrochelifer indicus Murthy & Ananthakrishnan, 1977

## Publication originale
- Murthy & Ananthakrishnan, 1977 : « Indian Chelonethi ». Oriental Insects Monograph, vol. 4, p. 1-210.